# Hermannstein
Hermannstein is een plaats in de Duitse gemeente Wetzlar, deelstaat Hessen, en telt 3572 inwoners (30.06.2007).

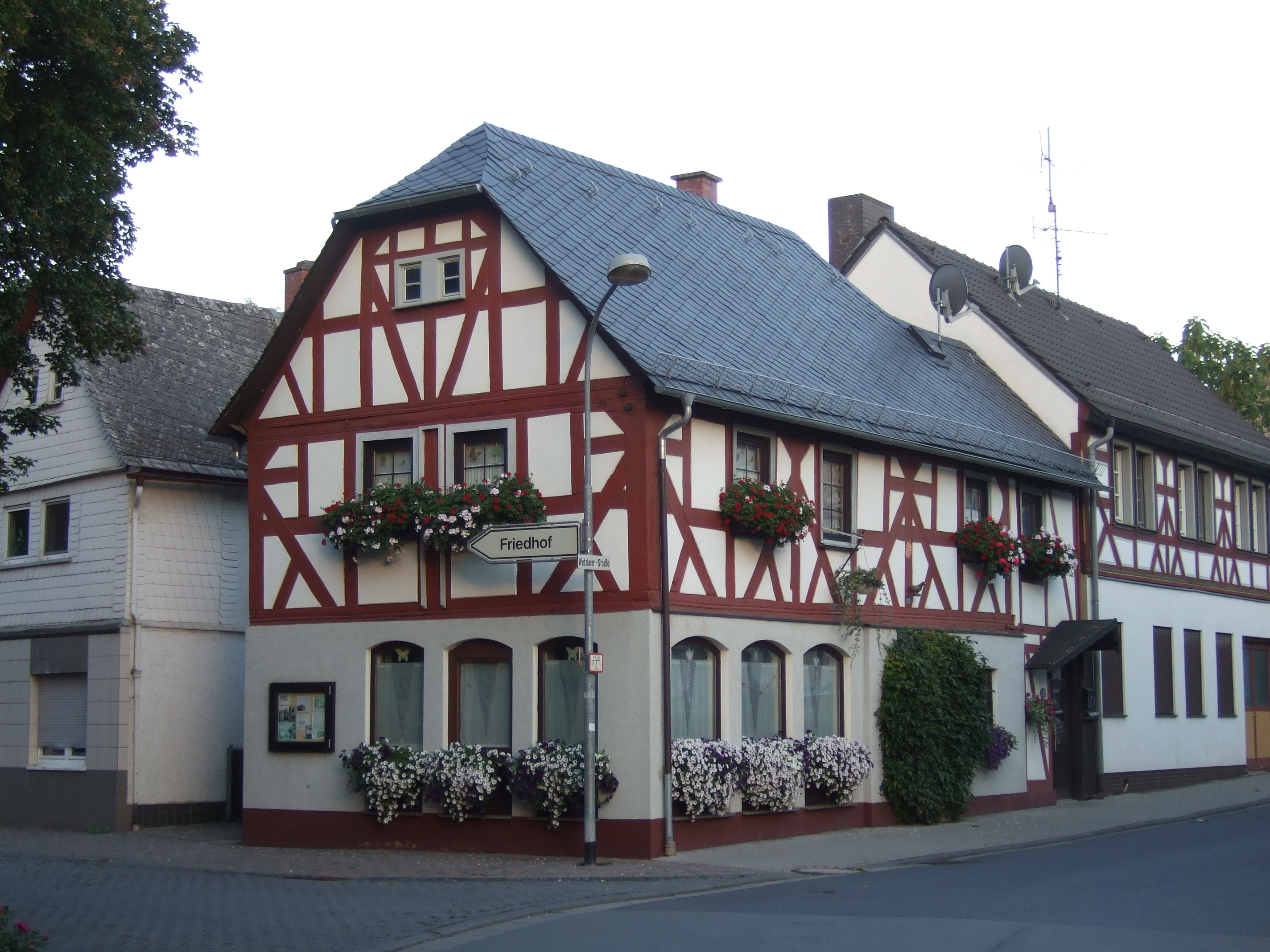
Huis in de Wetzlarer Straße
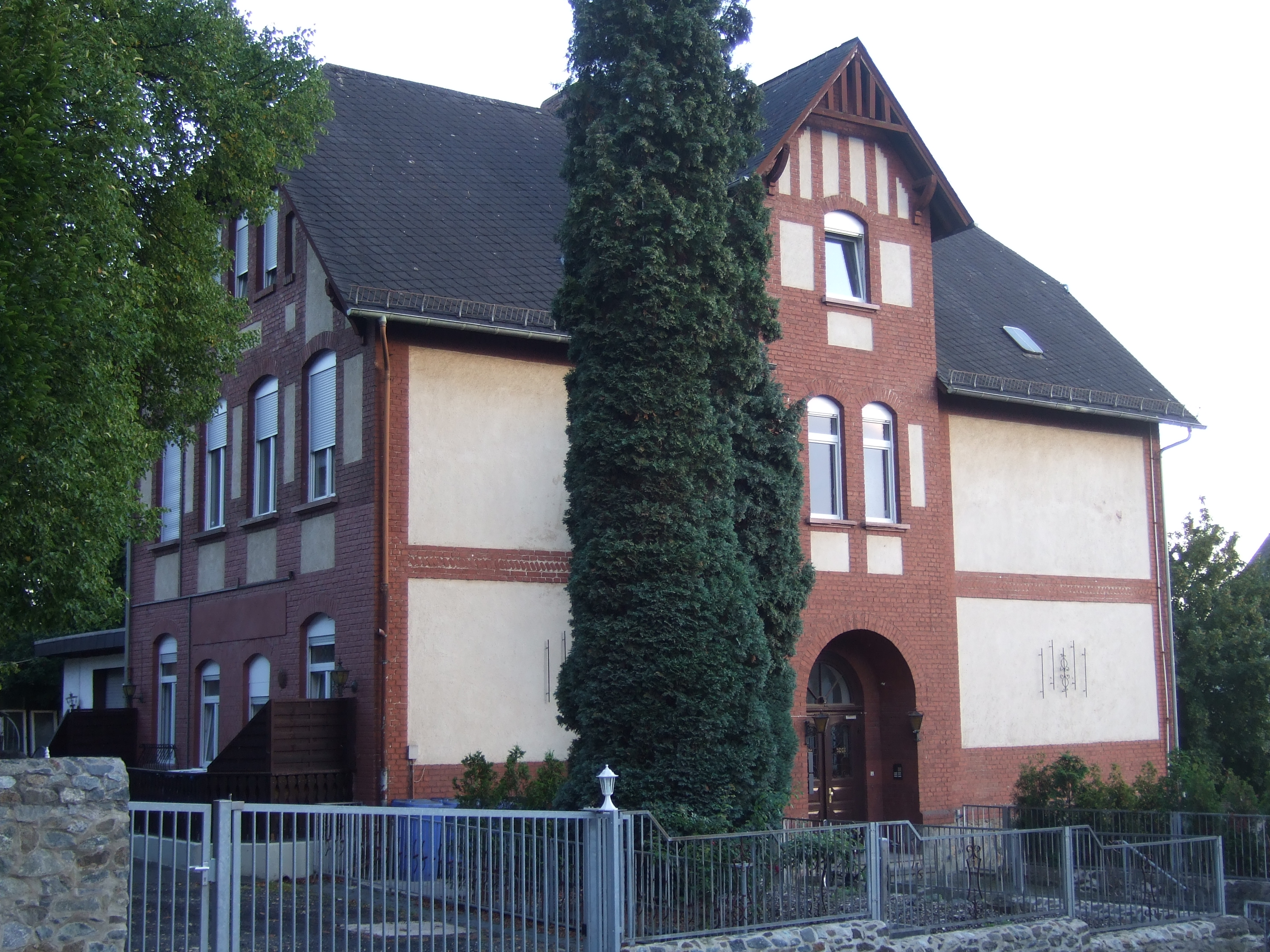
Voormalig schoolgebouw